# 弗蘭克頓 (堪薩斯州)
弗蘭克頓（英語：Frankton）是位於美國堪薩斯州魯克斯縣的一個鬼鎮。

## 歷史
弗蘭克頓的郵政局於1883年設立，直到1887年結束營運。現時弗蘭克頓已沒有任何遺址。

## 地理
弗蘭克頓所處的海拔為高於海平面568米（即1863英呎），而該地所採用的時區為UTC-6，即北美中部時區（CST）。同時該地設有夏令時間，為UTC-6調快一小時，即UTC-5（CDT）。